# ヴェッチェン
ヴェッチェン (ドイツ語: Wetschen) はドイツ連邦共和国ニーダーザクセン州ディープホルツ郡の町村（以下、本項では便宜上「町」と記述する）である。この町はザムトゲマインデ・レーデンの一部をなす。

## 地理

### 位置
ヴェッチェンは、デュンマー自然公園とレーデナー・ゲーストモーアとの間、ブレーメンとオスナブリュックとのほぼ中間に位置している。この町は、レーデンに行政機関を置くザムトゲマインデ・レーデンに属している。自治体ヴェッチェンは、ヴェッチェン地区、ヴェッチャーハルト地区、シュプレッケル地区からなる。

### 気候
北海からの湿った北西風の影響を受けた穏やかな海洋性気候が支配的である。ヴェッチェンの長期平均気温は 8.5 - 9.0℃、年間降水量は約 700 mm である。5月から8月までの間に平均20日から25日の最高気温が25℃を上回る日が観測される。

## 歴史
この町は、1238年に "Wetdecun" という表記で初めて文献に記録されている。1238年から1250年までの間に、オスナブリュック司教のドレッバー農場からの収入欄に "Weddeschen" という記述で現れる。1406年には "Weddes-schen" と記されている。この意味の研究は困難である。
この集落にちなんだ名を持つ貴族家（フォン・ヴェデシェ家）もあった。その来歴は判っていない。1300年頃に突然現れ、1517年以降記録から消えている。
この集落は、疫病、火災、戦争の影響から免れなかった。1735年には疫病（おそらくチフスまたは赤痢）により37人が亡くなったと伝えられている。1792年には28人の子供が天然痘で亡くなった。1781年に大火がヴェッチェンを襲った。13軒の住居と40軒の建物が焼失した。このため1921年の時点で、1700年以前の銘を持つ家はヴェッチェンにはなかった。1864年に人口調査が行われた。その結果、ヴェッチェンに456人、シュプレッケルに72人、ヴェッチャーハルトに152人、ヴェッチャー・ヴィーゼンヒュッテに5人が住んでいた。

## 住民

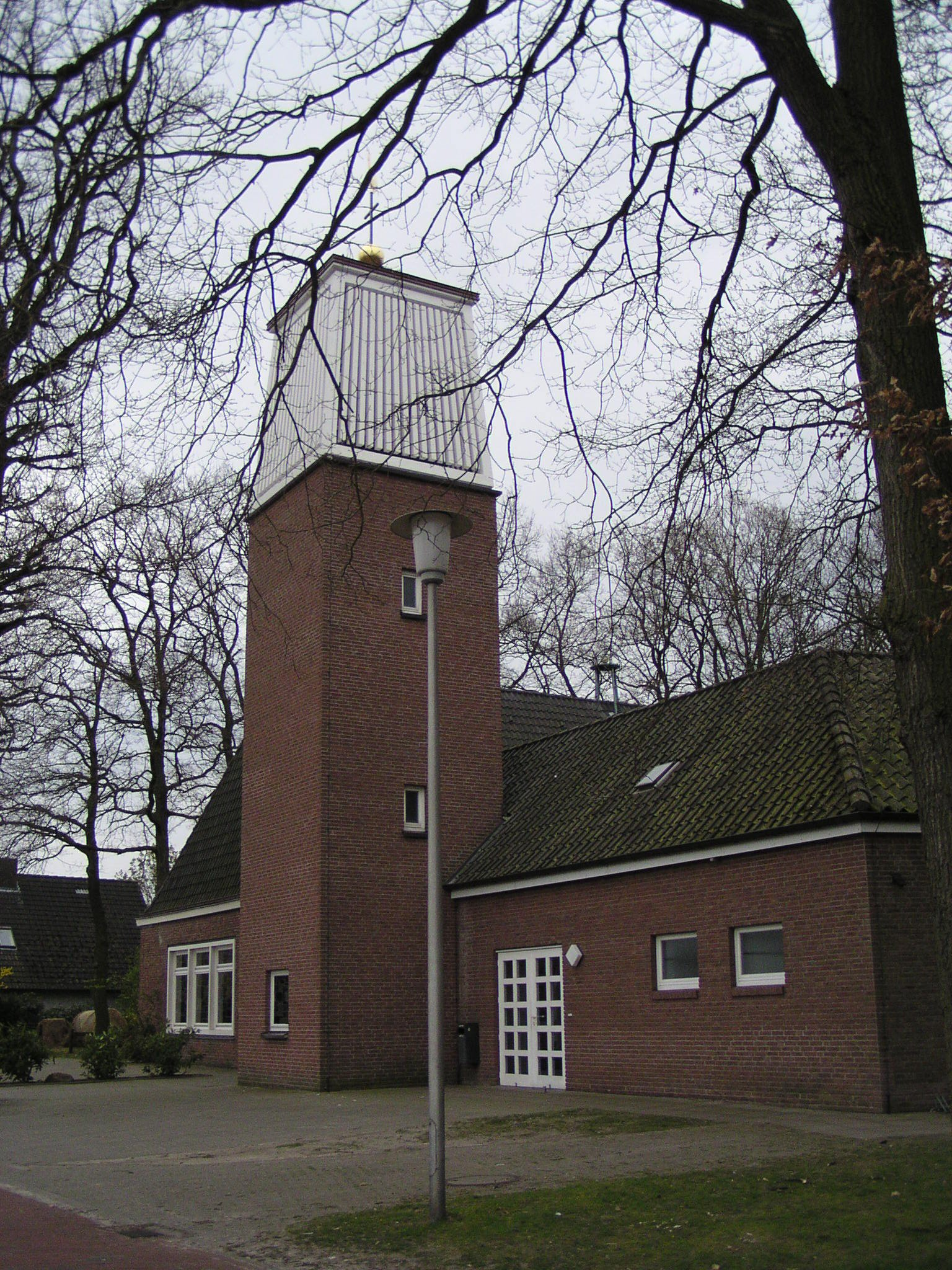
ヴェッチェンの教会

### 宗教
ヴェッチェンには福音主義のヨハネス教会がある。この教会は1961年に新築され、1993/4年に会衆席を拡張する改築がなされた。2007年に教会と鐘楼が修復された。ヨハネス教会には200人を収容するスペースがある。特筆すべきは祭壇の窓で、太陽の光が背後から当たるようになっている。ここにはイエスが弟子たちとともにいる様子が表現されている。

## 行政

### 議会
この町の議会は11議席で構成されている。

### 首長
2016年11月からアンドレ・レンペ (WGW) がヴェッチェンの名誉職の町長を務めている。
ゲマインデディレクター（町政の実務責任者）はザムトゲマインデ長のマグヌス・キーネである。
過去の町長
- 1969年 - 1991年: ハインツ・ボルホルスト
- 1996年 - 2006年: マンフレート・コッホ (SPD)
- 2006年 - 2016年: カール＝フリードリヒ・デュネマン (WGW)

### 紋章
ヴェッチェンには固有の紋章がない。通常はザムトゲマインデ・レーデンの紋章を転用している。

## 文化と見所

### 建築
ヴェッチェンの建造文化財リストには5件が登録されている。

### 自然文化財
この町の南に位置するレーデナー・ゲーストモーア自然保護区は、広さ約 2000ヘクタールの高層湿原である。

### クラブ、団体
唯一のスポーツクラブが、1920年に設立された TSV ヴェッチェンである。このクラブには、サッカー、ハンドボール、ファウストボール、テニス、柔道、子供体操部門がある。この他には1901年に設立されたヴェッチェン射撃協会が挙げられる。1年のハイライトは5月初めに開催される射撃祭である。さらに民俗劇を上演して成功しているアマチュア演劇グループ「ルスティーゲ・ビューネ」を挙げることができる。

## 経済と社会資本

### 交通
この町は、連邦道 B214号線に直接面している。この連邦道はディープホルツからニーンブルク/ヴェーザーまでを結び、さらにツェレ方面へ向かう道路である。

### 医療
ヴェッチェンには一般医院が分院を開いている。

### エネルギー
2011年、ヴェッチェンには6基の風力発電施設がある。

### 教育
ヴェッチェンにはレーデン基礎課程学校の分校がある。2009年にメンザが設けられた。これにより終日授業が可能となった。

### その他
ヴェッチェンには、第二次世界大戦時のロシア人犠牲者の墓を含む墓地がある。